# Hauterive-la-Fresse
Hauterive-la-Fresse korábbi község (település) Franciaországban, Doubs megyében. 2025. január 1-jén La Longeville, Montbenoît, Montflovin és Ville-du-Pont községgel egyesült és Pays-de-Montbenoît új község része lett.
Lakosainak száma 227 fő (2022. január 1.). Hauterive-la-Fresse Les Alliés községgel határos.

## Népesség
A település népességének változása:
| Lakosok száma | 124  | 89   | 103  | 198  | 209  | 219  | 225  | 226  | 223  | 227  |
|               | 1968 | 1982 | 1990 | 2006 | 2013 | 2015 | 2017 | 2019 | 2020 | 2022 |